# Сварка в космосе

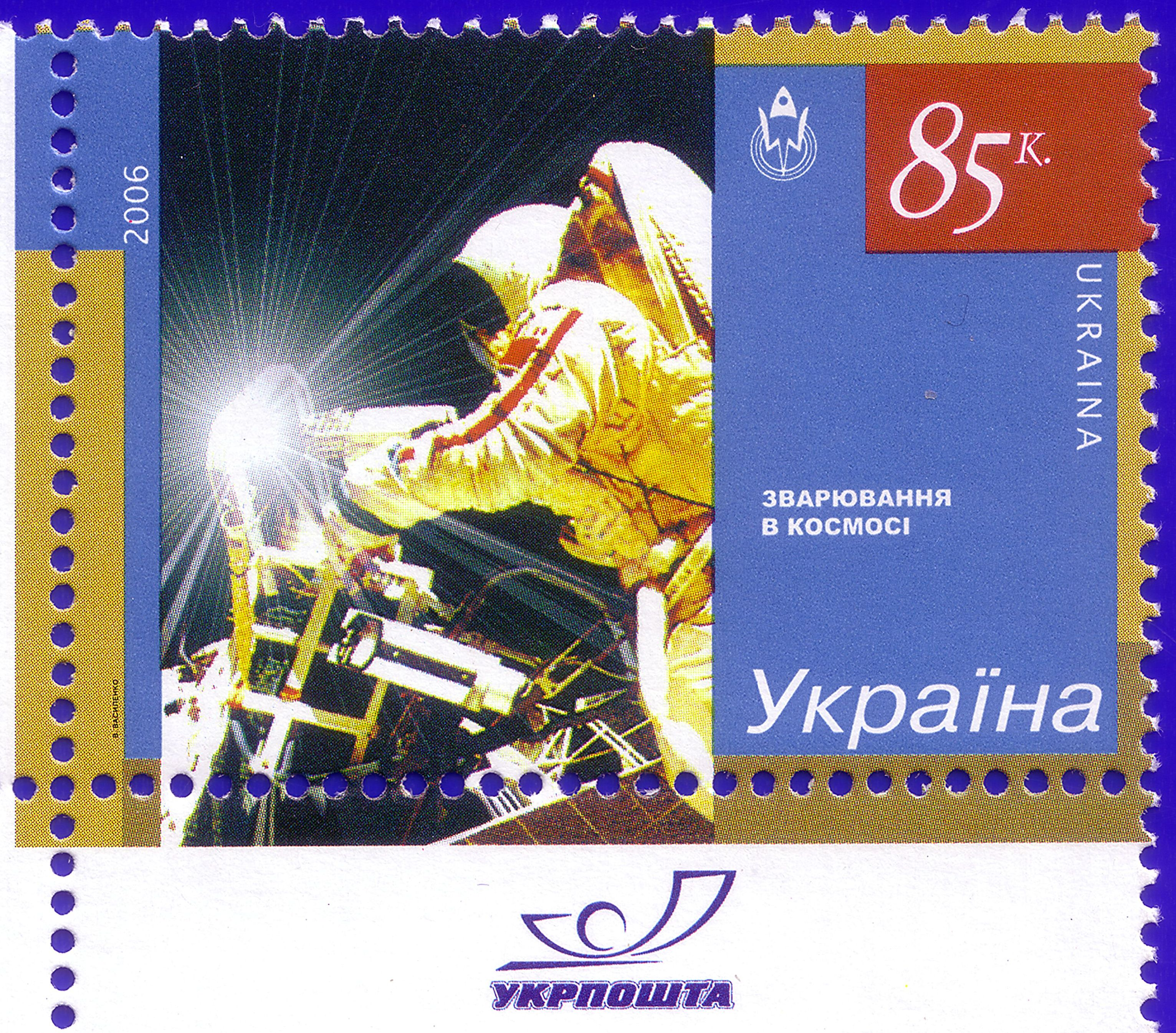
Почтовая марка Украины Сварка в космосе

Сварка в космосе — сварка в космическом пространстве в условиях глубокого вакуума и невесомости.
Сварка в космосе впервые проводилась на советском космическом аппарате. С начала 60-х годов по инициативе С. П. Королёва проводились исследования по выполнению сварки в космосе. В невесомости поведение жидкостей определяется в основном силами поверхностного натяжения. Отработка сварки в космосе необходима для проведения ремонтных работ космических аппаратов, возможности сборки и монтажа металлоконструкций аппаратов, находящихся на орбите Земли или на Луне. На земле учёными велись предварительные исследования с имитацией космического пространства — сварка в вакууме, в невесомости и др. Исследования проводились на ЦНИИМАШе в г. Королёве.
В 1965 году исследования проходили на летающей лаборатории ТУ-104, в которой в течение 25-30 секунд можно было воспроизводить состояние невесомости, путём свободного падения самолёта. Результаты исследований подтвердили возможность вести сварку в условиях динамической невесомости. В исследованиях были получены стыковые, отбортованные и нахлёсточные сварные соединения высокого качества.

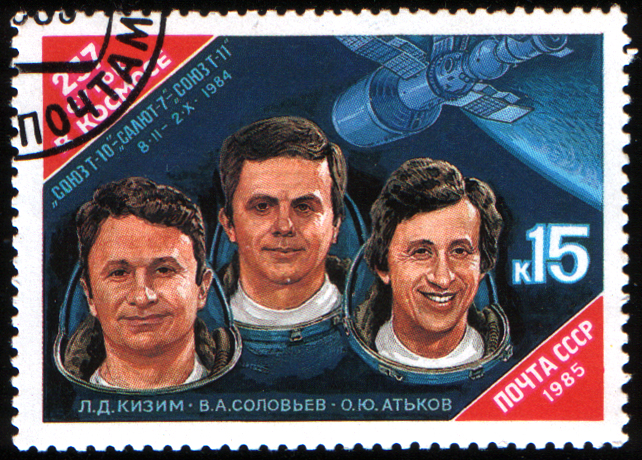
Марка СССР «Исследования, проведённые космонавтами Л. Д. Кизимом, В. А. Соловьёвым и О. Ю. Атьковым на орбитальном комплексе „Союз Т-10“ — „Салют-7“ — „Союз Т-11“» (1985, 15 копеек, ЦФА № 5645, Скотт № 5376).

Первый эксперимент по сварке в космосе был проведён 16 октября 1969 года на космическом корабле «Союз-6» космонавтами Г. С. Шониным и В. Н. Кубасовым. Сварка проводилась на аппарате «Вулкан» электронным лучом со сжатой дугой низкого давления и плавящимся электродом. Эксперименты подтвердили возможность сварки в невесомости — процессы сварки и резки электронным лучом на орбите протекали стабильно, однако сварка сжатой дугой низкого давления не удалась.
Сварка в условиях глубокого вакуума в открытом космосе за пределами космического аппарата проводилась в 1984 году космонавтами В. А. Джанибековым и С. Е. Савицкой.
Для сварки использовался сварочный аппарат с автономным источником питания «УРИ». Аппарат был создан в Институте электросварки имени Е. О. Патона в г. Киеве. Первая сварка была электронно-лучевой. Условия вакуума обеспечивали чистоту процесса, без наличия растворяющихся в шве газов.
В 1986 году сварка проводилась космонавтами Л. Кизимом и В. Соловьёвым на орбитальных станциях «Салют-7» и «Мир». Перед ними стояла задача сварки элементов крупногабаритных ферменных конструкций. В этих экспериментах были отработаны методы сварки, технология сборки и ремонта конструкций в открытом космосе.

## Публикации
Журнал «Техника-молодежи» 1964 № 11, обл., с.13. Академик Б. Е. Патон. Сварка в космосе.
«Новая газета» от 17 мая 2013 г. № 52 (2047), с. 12-13. «Освоили сварку в космосе с сварку живого».